# Embalse Lautaro
El embalse Lautaro es un embalse de aguas destinadas a riego ubicado 15 km aguas abajo del nacimiento del río Copiapó que ocurre en las confluencias de los ríos Jorquera y Pulido y unos kilómetros más abajo el río Manflas, a 90 km aguas arriba de Copiapó.
La construcción original del embalse no previó la filtración del líquido en su base de grava y arena que provoca pérdidas de hasta el 50 % del volumen.
Existe un proyecto para un Lautaro 2.0, pero aún esta en estudio.

## Aluvión del 14 de mayo de 1985
El día 14 de mayo de 1985 un lago subterráneo encerrado bajo un glaciar, tributario del Manflas casi en la frontera con Argentina, rompió la pared de hielo que lo contenía y vació 5 hm³ en el cauce del río con un caudal estimado de 11.000 m³/s en su origen y 1100 m³/s después de 83 km de recorrido. En el lapso de 3 horas ingresaron al embalse 3.2 hm³. Afortunadamente el embalse Lautaro tenía en ese instante suficiente capacidad disponible, de modo que se pudo evitar una catástrofe hacia aguas abajo.

## Población, economía y ecología

### Situación en 2018-19
| Comparación contenido Embalse Lautaro                            |                                                                  |
| ---------------------------------------------------------------- | ---------------------------------------------------------------- |
| Gráfico no disponible temporalmente debido a problemas técnicos. |                                                                  |
| Contenido promedio histórico Contenido 2018-19                   |                                                                  |
|                                                                  | Gráfico no disponible temporalmente debido a problemas técnicos. |

La información de la Dirección General de Aguas sobre el volumen almacenado por el embalse durante los últimos 12 meses muestra una clara recarga con respecto al promedio histórico almacenado de 12 millones m³.